# 위험한 섹스
"위험한 섹스"는 한국에서 제작된 이전 감독의 2015년 멜로/로맨스, 스릴러 영화이다. 최정아 등이 주연으로 출연하였다.

## 출연
- 최정아
- 김상우
- 장윤